# Dag
Pour les articles homonymes, voir Dag (homonymie).
Dag (en vieux norrois : Dagr) est un dieu du panthéon de la mythologie nordique.
Appartenant au groupe des Aesir, il est le dieu du jour.
Dag est le fils de Delling (dieu du crépuscule) et de Nótt (déesse de la nuit).

## Biographie
Son cheval, Skínfaxi, le transporte à travers le ciel, le jour, pour qu'il puisse éclairer le monde et que la crinière de Skínfaxi illumine la terre et le ciel. Hrímfaxi, le cheval de sa mère Nótt, éclaire quant à lui la nuit.

### Mythes

#### Vafþrúðnismál
Dag fait l'objet d'une brève mention à la strophe 25 du Vafþrúðnismál, dans laquelle le géant Vafþrúðnir répond à la question d'Odin sur l'origine du jour: « Dellingr s'appelle/Celui qui est père de Dagr ».

#### Gylfaginning
Dans la Gylfaginning, Snorri développe l'idée du Vafþrúðnismál en établissant la filiation de Dag non seulement par son père, mais aussi par sa mère Nótt, incarnation de la nuit et fille du géant Narfi. John Lindow fait remarquer que ce type de développement est caractéristique de Snorri, avec une différence marquée entre les Ases, lumineux, et les Géants, sombres. Il pointe également le fait que l'héritage se transmet uniquement par la lignée paternelle : bien qu'ayant une mère géante, Dag est pleinement ase.
|  | |  | |
|  | Texte original en vieux norrois, Gylfaginning, 10. |  | Traduction française par François-Xavier Dillmann. |
|  | Nǫrfi eða Narfi hét jǫtunn er bygði í Jǫtunheimum. Hann átti dóttur er Nótt hét. Hon var svǫrt ok døkk sem hon átti ætt til. […] Síðarst átti hana Dellingr, var hann Ása ættar. Var þeira son Dagr. Var hann ljóss ok fagr eptir faðerni sínu. Þá tók Alfǫðr Nótt ok Dag son hennar ok gaf þeim tvá hesta ok tvær kerrur ok setti þau upp á himin at þau skulu ríða á hverjum tveim doegrum umhverfis jǫrðina. |  | Il était un géant qui habitait aux Iotunheimar et qui s'appelait Norfi ou Narfi. Il avait une fille appelée Nott, laquelle était noire et sombre, comme la race dont elle était issue. […] En dernier lieu elle fut donnée en mariage à Delling, qui appartenait à la race des Ases : ils eurent un fils, qui fut appelé Dag et qui était brillant et beau, à l'instar de son père. Alfadr prit alors Nott et Dag, son fils : il leur donna deux chevaux et deux chars, et les plaça en haut dans le ciel en leur enjoignant de chevaucher chaque jour autour de la terre. |

#### Helgakvida Hundingsbana II
Dag figure aussi dans le « second chant de Helgi, meurtrier de Hundig » (Edda poétique) : assassin du héros Helgi, il s’en vante devant sa sœur Sigrún, qui est aussi l’amante du défunt ; en réponse, celle-ci l’accable de malédictions. Il n’est toutefois pas certain qu’il s’agisse du même personnage.

## Famille

### Mariage et enfants
D'une possible union avec la déesse Sól, il eut selon certaines sources : 
- Svanhild

## Alphabet runique
Il est à l'origine du nom de la rune Dagaz.

## Linguistique
Le nom de Dag est à l'origine du mot « jour » dans quasiment toutes les langues germaniques :
| - afrikaans : Dag - alémanique : Tag - allemand : Tag - brabançon : Dag - danois : Dag |  | - féroïen : Dagur - flamand occidental : Dag - gotique : Dags - islandais : Dagur - luxembourgeois : Dag |  | - néerlandais : Dag - norne : Dag - norvégien : Dag - proto-germanique : Dagaz - suédois : Dag |  | - vieil anglais : Dæg - vieux haut allemand : Tag - vieux norrois : Dagr - yiddish : טאָג (Tog) |